# 3306 Byron

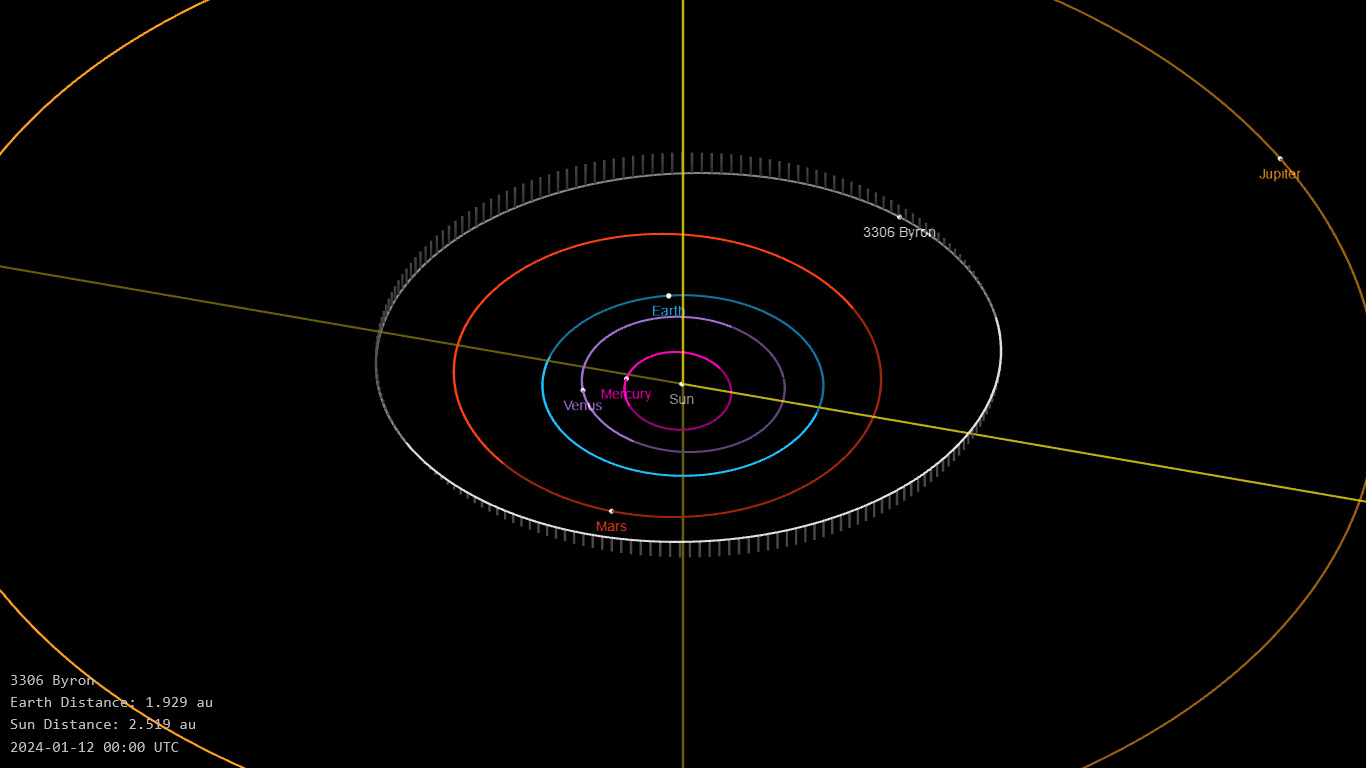
Orbita dell'asteroide

3306 Byron è un asteroide della fascia principale. Scoperto nel 1979, presenta un'orbita caratterizzata da un semiasse maggiore pari a 2,2476401 UA e da un'eccentricità di 0,1449009, inclinata di 4,52562° rispetto all'eclittica.